# 기타시나가와역
기타시나가와역(일본어: 北品川駅、きたしながわえき 기타시나가와에키[*])는 일본 도쿄도 시나가와구에 있는 게이힌 급행 전철의 철도역이다.

## 개요 및 역 구조
6량 편성 대응의 상대식 승강장 2면 2선이 있는 지상역이다. 상행 방면 선로의 서측에는 보선 기기를 유치해놓는 측선이 설치되어 있다.
개찰구는 상행 방향 승강장의 남측을 보고 있는 곳에 설치되어 있으며 상하행 승강장은 2개의 과선교로 연결되어 있다.

### 승강장
↑ 시나가와
１ | | ２
우라가 ↓
| 1 | ■ 게이큐 본선 | 하네다 공항 방면 / 요코하마 · 미우라카이간 방면 |
| 2 | ■ 게이큐 본선 | 시나가와 · 신바시 방면                          |

## 역 주변
역의 동부는 상점가이며, 국도 제15호선(제1 게이힌 선)이 게이큐 본선과 나란한 형태로 역의 서측을 통과한다.
- 기타시나가와 우편국
- 시나가와 여자 학원 중등부 · 고등부
- 제3 기타시나가와 병원
- 기타시나가와 병원
- 기타시나가와 클리닉
- 소니 고덴야마 테크놀러지 센터
- 도영 버스 시나가와 영업소
- 고덴마에 가든
- 도쿄 해양 대학 해양과학부

## 역사
개업 시에는 게이힌 전기 철도선의 종점역으로, 이른바 하츠야마바시 정류장으로 불렸다. 1925년 병용 궤도로 노선이 다카나와 역으로 연장 되기 전까지 도쿄 도심 측의 터미널 역이었다.
- 1904년 5월 8일 - 시나가와역(일본어: 品川駅)으로 개업.
- 1924년 4월 - 국도 개수 공사로 하행 방향으로 이전.
- 1925년 3월 - 다카나와 까지의 궤도선 개업에 따라서 기타시나가와역으로 개칭.
- 1933년 4월 1일 - 다카나와 역까지의 노선이 폐지되고, 현재의 시나가와역 방향과 접속된다.
- 1982년 - 구내의 건널목을 폐지하고 과선교를 설치. 동시에 승강장 유효장도 6량까지 연장.
- 2007년 - 엘리베이터 전용 과선교를 추가.

## 인접한 역
| 게이힌 급행 전철 본선       | 게이힌 급행 전철 본선 | 게이힌 급행 전철 본선   |
| --------------------------- | --------------------- | ----------------------- |
| KK01 시나가와 센가쿠지 방면 | ■ 게이큐 본선 보통    | KK03 신반바 우라가 방면 |